# Яковлеве (Тербунський район)
Яковлеве (рос. Яковлево) — село у Тербунському районі Липецької області Російської Федерації. Входить до складу Тербунської Другої сільради.

## Географія
Село розташоване за 21 км від центру сільради села Тербуни та у 87 км на південь від обласного центру міста Липецьк. Через село протікає річка Кобиляча Снова, притока Снови.

## Історія
У кінці XVII століття хутір Яковлеве, з першої половини XVIII століття — село.
З 1719 року входила до складу Чернавського повіту Єлецького намісництва Азовської губернії, з 1725 року до Чернавського повіту Єлецького намісництва Воронезької губернії, з 1775 року до Тербунської волості 3-го стану Єлецького повіту Орловської губернії.

## Назва
За переказами село отримало назву від імені розбійника Якова.

## Клімат
Клімат села помірно-континентальний, з м'якою зимою та теплим літом. Опадів більше випадає влітку і на початку осені. У рік випадає близько 578 мм опадів.
Середня температура січня -9.2 °C, середня температура липня +19.6 °C.
| Кліматограма Яковлеве                                                                          | Кліматограма Яковлеве | Кліматограма Яковлеве | Кліматограма Яковлеве | Кліматограма Яковлеве | Кліматограма Яковлеве | Кліматограма Яковлеве | Кліматограма Яковлеве | Кліматограма Яковлеве | Кліматограма Яковлеве | Кліматограма Яковлеве | Кліматограма Яковлеве |
| ---------------------------------------------------------------------------------------------- | --------------------- | --------------------- | --------------------- | --------------------- | --------------------- | --------------------- | --------------------- | --------------------- | --------------------- | --------------------- | --------------------- |
| С                                                                                              | Л                     | Б                     | К                     | Т                     | Ч                     | Л                     | С                     | В                     | Ж                     | Л                     | Г                     |
| 40 −6 −13                                                                                      | 28 −5 −12             | 26 1 −6               | 40 12 3               | 46 21 9               | 73 24 12              | 77 25 14              | 60 24 13              | 52 18 8               | 46 10 2               | 47 2 −3               | 43 −3 −8              |
| Середня макс. і мін. температури повітря (°C) Атмосферні опади (мм), за рік : 578 мм. Джерело: |                       |                       |                       |                       |                       |                       |                       |                       |                       |                       |                       |

## Населення
Станом на 2010 рік чисельність населення села — 339 осіб.
| 1866 | 2002  | 2009  | 2010  |
| 1457 | ▼ 385 | ▼ 337 | ▲ 339 |